# Sabrina Fidalgo
Sabrina Fidalgo (Rio de Janeiro, 24 de Setembro de 1981) é uma diretora de cinema, roteirista, atriz,  artista visual,  colunista, autora e produtora brasileira. Foi eleita em março de 2018, pela publicação norte-americana Bustle, uma das 36 Female Filmmakers Across the Globe Who Are Breaking Ground In Their Own Country, ficando em oitavo lugar. Dirigiu os filmes de curta e media-metragem Black Berlim (2009), Personal Vivator (2014), Rainha (2016) e Alfazema (2019). Esse último concorreu ao Grande Prêmio do Cinema Brasileiro, na categoria de Melhor Curta-metragem, e foi o vencedor dos troféus Candango, nas categorias de Melhor Direção e Melhor Trilha-sonora, no 52º Festival de Brasília do Cinema Brasileiro.

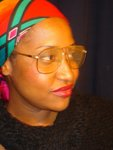
Sabrina Fidalgo na Jornada Internacional de Cinema da Bahia

## Biografia
Filha do dramaturgo Ubirajara Fidalgo e da produtora teatral  Alzira Fidalgo, Sabrina Fidalgo nasceu e cresceu entre os bairros de Copacabana e Botafogo, na Zona Sul do Rio de Janeiro. Durante a infância e adolescência estudou na escola particular Colégio Santo Amaro de corrente católica-beneditina. Estreou nos palcos aos 2 anos de idade como atriz-mirim da companhia Teatro Profissional do Negro - T.E.P.R.O.N,  fundada por seus pais nos anos 1970, onde permaneceu até os 8 anos de idade. Cursou Teoria do Teatro no curso de Artes-Cênicas da Uni-Rio e, no final do ano 2000, se radicou em Munique, Alemanha, onde estudou alemão se formando no Deutschkurse bei der Ludwig-Maximilians Universität München (LMU) e posteriormente ingressando no  curso de Humanidades e Estudos Sociológicos no Studienkolleg bei den Universitäten des Freistaates Bayern. Após finalizar os estudos frequentou os cursos de cinema e documentário na Hochschule für Fernsehen und Film München e, na sequência, fora contemplada com uma bolsa de estudos integral para realizar uma especialização em roteiro cinematográfico promovida pela instituição espanhola, ABC Guionístas, na Universidade de Córdoba (Espanha).
De volta ao Brasil, em 2008, abriu no ano seguinte, juntamente com sua mãe Alzira Fidalgo, a produtora independente de cinema Fidalgo Produções, onde passou a produzir e coproduzir seus próprios projetos.
Estreou no cinema ainda na Alemanha, escrevendo, dirigindo, atuando e coproduzindo o curta-metragem Sonar 2006 - Special Report. Em seguida, igualmente escreveu, dirigiu, atuou e produziu os curta-metragens   Das Gesetz des Staerkeren (2007), Black Berlim (2009), Cinema Mudo (2012) e Personal Vivator (2014). Ainda no ano de 2014 realizou o documentário musical de média-metragem para a televisão Rio Encantado. Com Black Berlim ganhou o prêmio especial do júri no BAFF - Bahia Afro Film Festival, escolhido como filme síntese sobre migração e imigração pelo Lateinamerika-Institut da Freie Universität Berlin.

Seu filme de média-metragem Rainha (2016), que inicia sua Trilogia do Carnaval, estreou no Festival Ver e Fazer Filmes e levou os prêmios de melhor atriz, melhor ator coadjuvante, melhor figurino e melhor som. Ainda em 2016, Rainha (2016) ganhou o prêmio de melhor filme pelo Juri Popular da competição do Panorama Carioca do Festival Internacional de Curtas do Rio de Janeiro - Curta Cinema. Em 2017, Rainha (2016) recebeu o prêmio de melhor filme de média-metragem do 8º Festival de Cinema Independente CIVIFILMES[ligação inativa] de São Paulo, no ano seguinte recebeu os prêmios de Melhor Atriz no 6º Festival de Cinema Curta Pinhais - FESTCINE , o troféu FISCINE de Melhor Filme de média-metragem no Festival de Cinema de Jaraguá do Sul e Melhor Atriz no VI Tudo Sobre Mulheres - Festival de Cinema Feminino da Chapada dos Guimarães, entre outros. Em 2019  Rainha (2016) foi convidado pelo International Film Festival Rotterdam para participar da mostra “Perspectives”.
Ainda em 2019, ela lançou a segunda parte da Trilogia do Carnaval iniciada com Rainha. Alfazema estreou no 12º Encontro de Cinema Negro Zózimo Bulbul - Brasil, África, Caribe e outras Diásporas no dia 26 de outubro de 2019 e foi o vencedor do prêmio de Melhor Filme pelo Juri Popular do 29º Festival Internacional de Curtas do Rio de Janeiro - Curta Cinema, tornando-a bicampeã nessa categoria do festival. Alfazema foi ainda o vencedor dos troféus Candango. nas categorias Melhor Direção e Melhor Trilha-Sonora, no 52º Festival de Brasília do Cinema Brasileiro. O curta ainda foi um dos finalistas da 20° edição do Grande Prêmio do Cinema Brasileiro em 2020 e o vencedor de cinco prêmios no 2º Festival de Cinema Negro de Santa Catarina, como Melhor Direção e Melhor Roteiro e o Prêmio Cruz e Souza de Melhor Filme de Curta-Metragem.
Nesse mesmo ano, Sabrina compôs a mesa do júri da 48ª edição do Festival de Cinema de Gramado, onde foi eleita a Presidente do Júri, tornando-se a primeira mulher negra a ocupar essa posição no festival de cinema mais tradicional do Brasil. Em 2020 voltou a ser convidada pelo festival a compor o júri da 50° edição comemorativa do Festival de Gramado.
Em 2022, seu primeiro trabalho como artista visual, a videoinstalação Voyage, Voyage , foi selecionada pela prestigiosa galeria de arte A Gentil Carioca, através de edital público para participação na 17ª edição da exposição coletiva “Abre-Alas”, com curadoria dos artistas Maxwell Alexandre, Pollyana Quintella e Deri Andrade. A obra, que versa sobre a impossibilidade de deslocamento durante a pandemia global do COVID-19, ficou exposta ao público entre os meses de fevereiro e abril desse ano na sede da galeria no Rio de Janeiro. Um dos filmes da videoinstalação foi selecionado para a mostra competitiva de curtas-metragens do 30° Festival Internacional de Curtas do Rio de Janeiro.
Também em 2022, participou como autora na antologia Pretagonismos, organizado por Rodrigo França e Raymundo Jonathan pela Editora Agir.
Entre 28 de abril de 2015 e março de 2016, Sabrina Fidalgo comandou o programa de web TV SuperBapho, produzido pela Midia Ninja e transmitido em tempo real na internet através do Canal Pos TV. A partir do ano de 2017, ela subiu uma série de episódios do programa independente sobre música eletrônica, o House of Lady Sabrina, pioneiro no Stories da rede social Instagram.
Em 2020, foi citada como parte dos Top 10 Novos Cineastas Brasileiros pelo Papo de Cinema, em uma lista feita através da votação de diversos críticos.
Entre 2019 e 2020 colaborou com a coluna
Quadro Negro de Dodô Azevedo na Folha de S.Paulo. Em 2020, estreou como articulista do HuffPost Brasil até o fechamento do portal no Brasil. Desde fevereiro de 2021 é uma das colunistas digitais da Vogue Brasil.

## Artes Visuais
Em 2022 Sabrina Fidalgo teve a sua videoinstalação, Voyage, Voyage, selecionada pela galeria de arte A Gentil Carioca para participar na 17ª edição da exposição coletiva “Abre-Alas”. Em 2023, sua vídeo-performance “Black Joy” foi comissionada pelo museu francês La Fab. a participar da exposição coletiva “Afirmação- l’affirmation d’une génération, na Galerie du Jour, em Paris. “Black Joy” também foi comissionado a participar da mostra de video-arte “Brasil Imprevisto” no maior festival de artes-visuais do mundo, o “Rencontres de la photographie d'Arles”, no sul da França. Em setembro de 2024 "Black Joy" foi selecionado para participar simultaneamente da exposição ZELO, dentro do programa de videoarte MIRA da feira de arte contemporânea ArtRio e na plataforma streaming do museu norte-americano Pérez Art Museum Miami (PAMM).

## Obras
- PRETAGONÍSMOS. Rio de Janeiro: AGIR, 2022. ISBN 9786558371250:

"Pretagonismo" é um neologismo adotado por Rodrigo França e Jonathan Raymundo, organizadores desta obra, para descrever aquilo que foi negado às pessoas negras durante séculos: o domínio sobre suas próprias histórias. Pouco a pouco, porém, os mais de 100 milhões de negros e negras no Brasil têm sido capazes de se ver representados na cultura, na sociedade, nas artes, na política, enfim, em todos os espaços.
Este livro reúne textos de 28 pessoas de diversas áreas que têm escrito uma nova história, agora no papel de narradores, sujeitos e protagonistas: Adailton Moreira Costa, Andressa Cabral, Anielle Franco, Aza Njeri, Carla Akotirene, Deborah Medeiros, Diego Moraes, Doralyce, Eliana Alves Cruz, Elisa Lucinda, Érico Brás, Fábio Kabral, Filó Filho, Flávia Oliveira, Henrique Vieira, Jonathan Raymundo, Julio de Sá, Katiúscia Ribeiro, Leonardo Morjan Britto Peçanha, Marco Rocha, Mariana Ferreira, Pedro Carneiro, Rico Dalasam, Rodrigo França, Sabrina Fidalgo, Valéria Barcellos, William Reis e ainda conta com a contribuição da ambientalista indígena Narubia Werreria.

## Filmografia
- 2006 - Sonar 2006 - Special Report (Curta-Metragem, documentário em vídeo)
- 2007 - Das Gesetz des Staerkeren (Curta-metragem, ficção)
- 2009 - Black Berlim (Curta-metragem, ficção)
- 2012 - Cinema Mudo (Curta-metragem, ficção)
- 2014 - Personal Vivator (Curta-metragem, ficção)
- 2014 - Rio Encantado (Media-metragem, documentário musical)
- 2016 - Rainha (Curta-metragem, ficção)
- 2019 - Alfazema (Curta-metragem, ficção)
- 2022 - Voyage, Voyage (videoarte | experimental)